# Kościół Pokoju w Głogowie
Kościół Pokoju w Głogowie – kościół wzniesiony w 1652, prawdopodobnie na terenie obecnego ronda Konstytucji 3 Maja. Była to pierwsza świątynia ewangelicka na terenie Głogowa. Zniszczony podczas pożaru w 1758 roku.

## Historia
Jednym z warunków zawartego w 1648 pokoju westfalskiego była, wymuszona na cesarzu austriackim, zgoda na wybudowanie na Śląsku trzech świątyń ewangelickich: w Jaworze, Świdnicy i Głogowie. Od traktatu pokojowego do uzyskania zgody na budowę świątyni była jednak długa droga. Katolickie władze głogowskiej twierdzy nie chciały wyrazić zgody na budowę kościoła. Zamknięto nawet prowizoryczny dom modlitwy urządzony przez protestantów w jednym z domów mieszkalnych. Dopiero po długich staraniach 21 kwietnia 1651 uzyskano reskrypt cesarza zezwalający na budowę świątyni.
Kościół Pokoju w Głogowie oddalony miał być 300 kroków na południe od Bramy Brzostowskiej, przy drodze do Ruszowic. Zbudowany miał być z gliny i drewna, bez użycia gwoździ. Do nadzorowania tego zobowiązany został starosta; jego uwagi nie miały ujść nawet takie szczegóły, jak konsystencja zaprawy. Pierwszego grudnia 1651 reprezentanci władz, a wraz z nimi mieszczaństwo, udali się na miejsce. Żołnierz odmierzył nakazaną odległość. Na pustym przedpolu twierdzy wyznaczono plac pod kościół o długości 90 i szerokości 50 łokci (około 54 × 30 m). Społeczność ewangelicka, po raz pierwszy odprawiła nabożeństwo w niedzielę 10 grudnia. Zgromadziła się ona wokół skleconej budy z prowizorycznym ołtarzem. Historyczny moment zainaugurował uroczystą mową syndyk stanów księstwa Andreas Gryphius.
W ciągu niespełna roku wybudowano kościół według projektu wrocławskiego inżyniera Albrechta Sabischa. Tempo budowy, prowadzonej zapewne przez miejscowych cieśli, musiało być szybkie – zbyt szybkie, jak się miało niebawem okazać – zważywszy, że projekt musiał uzyskać zatwierdzenie, a samo wdrożenie inwestycji wymagało pozyskania funduszy. Jej koszty były bowiem zupełnie niewspółmierne do możliwości zdziesiątkowanej wojną gminy. Przeprowadzono kwesty wśród stanów księstwa, na Śląsku i poza granicami, głównie w Saksonii (dokąd udał się pewien głogowski chirurg i namówił księcia elektora do publicznej zbiórki w całym kraju).
W 1652 na Boże Narodzenie w dopiero co zadaszonym kościele odbyło się pierwsze uroczyste nabożeństwo. Trzecia zbiórka przeprowadzona przez dwóch mieszczan w następnym roku umożliwiła budowę pastorówki. Ledwo co obydwaj kaznodzieje wprowadzili się do swoich mieszkań; 24 sierpnia 1654 huragan spowodował zawalenie się świątyni. Katastrofa musiała być zupełna, skoro rada miejska chcąc storpedować odbudowę kościoła, argumentowała, odwołując się do literalnej treści cesarskiego reskryptu, że monarcha zezwolił wprawdzie na budowę kościoła, ale nie kościoła przewróconego. Choć nie bez perturbacji, budowa mogła być podjęta na nowo. Tym razem pozyskano przychylność elektora Brandenburgii, otrzymano też zapomogę od stanów księstwa głogowskiego. Zakończenie odbudowy przypadło na koniec 1655. Kościół od początku nazywano die Hütte Gottes (w dowolnym tłumaczeniu Boża Strzecha), co odnosiło się także do jego kształtu, a zwłaszcza małej wysokości.
W następnych dziesięcioleciach, które charakteryzowały się dużym naciskiem kontrreformacji, nierzadko utrudniano w Głogowie ewangelikom dostęp do ich kościoła. Starosta von Knigge w 1669 nakazał w niedziele zamykać Bramę Brzostowską. Po trzech kwartałach ewangelicy wykupili przejście przez małą furtę (ponieważ musieli przez nią przechodzić pojedynczo, notorycznie spóźniali się do kościoła). W maju 1710 obok kościoła stanęła wieża – dzwonnica, wciągnięto na nią trzy duże dzwony. Powiększona została również sama świątynia.
Kościół Pokoju spłonął w 1758, podczas ostatniego wielkiego pożaru miasta. W następnym dziesięcioleciu protestanci wybudowali, z finansowym wsparciem króla Fryderyka II, obszerny, dwuwieżowy kościół w obrębie miasta. Zgodnie z tradycją nadano mu nazwę Schifflein Christi. Miejsce po Bożej Strzesze i pozostałych zabudowaniach zajął powiększony cmentarz, z wybudowaną na nim drewnianą kaplicą (od lat 20. XIX wieku była to kaplica murowana). Funkcjonował on do końca II wojny światowej jako stary cmentarz.

## Architektura
Trudno cokolwiek powiedzieć o pierwszej realizacji bryły głogowskiego kościoła, który, jak to przekazano, przewrócił się niedługo po zakończeniu budowy. Pierwsze wyobrażenie świątyni pochodzi dopiero z planu widokowego Głogowa z 1698 i daje jedynie orientacyjny pogląd. Na podstawie tego planu nieznany autor sporządził rysunek kościoła. Z tamtego czasu pochodzi plan twierdzy Głogów, datowany na oryginale: 1700, na którym autor w sposób nieporadny ale inwentarski ukazał kościół i całą posesję.
Archiwalne rysunki zgodnie przedstawiają budowlę prostokątną lub zbliżoną do kwadratu, orientowaną, o układzie halowym, dwukondygnacyjną. Halowe wnętrze nakrywają cztery niskie, dwuspadowe dachy w układzie szczytowym. Szczyty dachów wraz z dużymi oknami w fasadzie zachodniej sugerują osie podziału wnętrza. Rozczłonkowanie części dachowej i dysproporcja jej wysokości do wysokości wnętrza wypływać musiały z narzuconego przez warunki twierdzy ograniczenia wysokości całkowitej. Rozwiązanie (ściany o znacznej wysokości, dachy o małej połaci) było optymalne ze względu na małą powierzchnię przeznaczoną pod zabudowę kościoła i konieczność pomieszczenia dużej liczby wiernych (z tej samej przyczyny oczywiste wydaje się wyposażenie kościoła w empory).
Inną sprawą jest, że takie rozwiązanie nie było korzystne dla stabilności całej budowli. Jej konstrukcję stanowiły zewnętrzne ściany szkieletowe (wypełnione one zostały gliną ze słomą na ruszcie drewnianym i zabezpieczone od zewnątrz deskowaniem pionowym) oraz rzędy filarów usytuowanych we wnętrzu na liniach zetknięcia się połaci dachów. Założenie, że elementy konstrukcji musiały być solidnej grubości. We wnętrzu układ filarów warunkował podział przestrzeni: na część centralną i dwie nawy boczne, zabudowane emporami. Jeśli przyjąć, że ilość dachów wynosiła cztery, jak na wspomnianych rysunkach (na późniejszych ilustracjach nie są widoczne więcej niż trzy), to część centralna, z rzędem słupów pośrodku, była w przybliżeniu dwukrotnie szersza od naw bocznych. Hipotetycznie część tę na pierwszym rysunku anonsują w obu kierunkach krzyże wieńczące oba środkowe szczyty. Część centralna jest wyraźnie wydłużona w stosunku do bocznej nawy północnej, a być może dotyczyło to również nawy południowej, co sugerowałoby lokalizację prezbiterium i ołtarza. O umiejscowieniu ambony trudno wnioskować, ponieważ warunkowały to względy akustyczne. Dla podtrzymania stropu należało zastosować układ elementów w postaci płatwi, mieczy i zastrzałów.
Do części centralnej wchodziło się przez podwójną (dwudrzwiową) kruchtę przy fasadzie zachodniej. Analogiczna kruchta znajdowała się przy fasadzie północnej. Takie rozwiązanie wejść miało związek z rozdziałem ruchu wiernych. Kruchta przy fasadzie północnej mogła łączyć się z wejściem na górne empory, na co wskazywałby usytuowany w ścianie ryzalit, przy założeniu, że mieścił on służącą temu celowi klatkę schodową. Kruchty przy fasadzie północnej zostały w XVIII wieku rozbudowane wzdłużnie i zaopatrzone zostały w szereg dalszych drzwi wejściowych. Te dodatkowe drzwi prowadzić mogły do poszczególnych lóż. Fasada północna, zwrócona bezpośrednio w stronę miasta oraz zaakcentowana szeregiem wejść i ryzalitem, miała bez wątpienia największe znaczenie. Została ona z czasem, jak to wynika z ikonografii, przedłużona do wspólnej długości z pozostałymi nawami kościoła.